# Murom
Murom je starobylé město ve Vladimirské oblasti v Rusku. Nachází se na levém břehu řeky Oka. V devátém století n. l. to bylo nejvýchodnější sídlo východních Slovanů, kteří se usídlili na území obývaném ugrofinským národem zvaným Muromci, kteří hovořili dnes vymřelou muromštinou. Kronika vremenných let zmiňuje Murom v roce 862. Z vesnice Karačarovo poblíž města Murom měl pocházet legendární ruský bohatýr, Ilja Muromec.

## Partnerská města
- Most, Česko
- Mexiko, Mexiko
- Babrujsk, Bělorusko